# Denis Walerjewitsch Denissow
Denis Walerjewitsch Denissow (russisch Денис Валерьевич Денисов; * 31. Dezember 1981 in Charkiw, Ukrainische SSR) ist ein russischer Eishockeyspieler, der zuletzt beim HK Metallurg Magnitogorsk  in der Kontinentalen Hockey-Liga unter Vertrag stand.

## Karriere
Denis Denissow begann seine Karriere als Eishockeyspieler in seiner Heimatstadt in den Nachwuchsabteilungen des HK ZSKA Moskau, für dessen Profimannschaft er in der Saison 1997/98 sein Debüt in der russischen Superliga gab. Nach drei weiten Jahren bei ZSKA wechselte der Verteidiger für die Saison 2001/02 zu dessen Stadtrivalen Krylja Sowetow Moskau. Zuvor war er im NHL Entry Draft 2000 in der fünften Runde als insgesamt 149. Spieler von den Buffalo Sabres ausgewählt worden, für die er allerdings nie spielte.
Nachdem der Linksschütze in der Saison 2002/03 für Salawat Julajew Ufa auf dem Eis stand, wechselte er zu Ak Bars Kasan, mit denen er in der Saison 2005/06 erstmals in seiner Laufbahn Russischer Meister wurde. Im Anschluss an die Spielzeit unterschrieb Denissow bei deren Finalgegner HK Awangard Omsk, für den er weitere zwei Jahre in der Superliga verbrachte, ehe er im Sommer 2008 in seine Heimatstadt zurückkehrte, in der er vom HK Dynamo Moskau aus der neugegründeten Kontinentalen Hockey-Liga verpflichtet wurde. Mit den Hauptstädtern gewann er im selben Jahr den Spengler Cup. Nachdem sich die Eishockeyabteilung von Dynamo Moskau mit dem HK MWD Balaschicha zum OHK Dynamo zusammenschloss, wechselte Denissow zur Saison 2010/11 innerhalb der KHL zum SKA Sankt Petersburg. Mit diesem gewann er 2010 ebenfalls den Spengler Cup.
Ab Juli 2012 stand Denissow wieder beim ZSKA Moskau unter Vertrag und gehörte dort weiter zu den ligaweit offensivstärksten Verteidigern. Die Spielzeit 2017/18 verbrachte er beim HK Metallurg Magnitogorsk, konnte dort aber mit nur 10 Punkten aus 55 KHL-Partie nicht überzeugen und wurde daher im Mai 2018 aus dem laufenden Vertrag entlassen.

### International
Für Russland nahm Denissow an der U18-Junioren-Weltmeisterschaft 1999 sowie den U20-Junioren-Weltmeisterschaften 2000 und 2001 teil. Des Weiteren stand er im Aufgebot Russland bei der Weltmeisterschaft 2005.

## Erfolge und Auszeichnungen
- 2006 Russischer Meister mit Ak Bars Kasan
- 2008 Spengler-Cup-Gewinn mit dem HK Dynamo Moskau
- 2010 Spengler-Cup-Gewinn mit dem SKA Sankt Petersburg
- 2015 KHL-Verteidiger des Monats März
- 2016 KHL-Verteidiger des Monats März

### International
- 2000 Silbermedaille bei der U20-Junioren-Weltmeisterschaft
- 2005 Bronzemedaille bei der Weltmeisterschaft
- 2012 Goldmedaille bei der Weltmeisterschaft
- 2014 Goldmedaille bei der Weltmeisterschaft

## KHL-Statistik
(Stand: Ende der Saison 2017/18)